# ایران من (آلبوم)
ایران من نام  آلبوم استودیویی همایون شجریان است. این آلبوم در سال ۱۳۹۷ منتشر شد. این آلبوم بعد از آلبوم ابراهیم پر فروش‌ترین آلبوم سال ۱۳۹۷ شد. آهنگسازی این آلبوم را سهراب پورناظری انجام داده‌است.
همایون شجریان قطعه «من کجا، باران کجا» از آلبوم خود را که بر اساس نحوه ی خواندن محمدعلی کریم‌خانی تهیه شده به او تقدیم کرده است.